# Pyramica depressiceps
Pyramica depressiceps är en myrart som först beskrevs av Weber 1934.  Pyramica depressiceps ingår i släktet Pyramica och familjen myror. Inga underarter finns listade i Catalogue of Life.